# Museo memorial de Nadežda y Rastko Petrović
Museo memorial de Nadežda y Rastko Petrović se encuentra en Belgrado, en la Calle Ljubomir Stojanović, 25. Por la decisión del Instituto para la Protección de los Monumentos Culturales de Belgrado  del año 1974, el museo tiene el estatus del monumento cultural.
El museo memorial se encuentra en la casa de la pintora de Belgrado, Ljubica Luković, hermana de Nadežda Petrović y Rastko Petrović. La casa fue construida entre los años 1928. y 1935.  como la típica casa de la Colonia de profesores. El bien inmueble está compuesto de la casa y el terreno alrededor de la casa.
La rica herencia de la familia Petrović, relacionada con la vida y obra de Mita Petrović (1852-1911), escritor y científico, de la pintora Nadežda Petrović (1873—1915) y del escritor Rastko Petrović (1898—1949), que  Ljubica Luković reunió y regaló al Museo Nacional de Serbia, hoy representa la exposición permanente del museo. El museo contiene una colección de pinturas y de bosquejos de Nadežda Petrović, la correspondencia privada de los miembros de la familia, una colección de obras de arte y objetos que pertenecían a Rastko Petrović, películas de viaje, discos fonográficos y otros objetos que permiten comprender la vida y la obra de estas personas importantes, sin las cuales el reciente pasado cultural de Serbia no se podría imaginar. 